# How Great Thou Art (hino)
O store Gud (em inglês: How Great Thou Art), traduzido como Quão Grande és Tu é um hino cristão baseado em um poema sueco escrito por Carl Gustav Boberg (1859–1940) na Suécia, em 1885. A melodia é de música folk sueca.
Foi popularizada por George Beverly Shea e Cliff Barrows durante as cruzadas evangelísticas de Billy Graham.